# 백대진
백대진(白大鎭, 1892년 2월 5일 ~ 1967년 5월 9일)은 일제강점기와 대한민국의 문학평론가, 언론인이다. 아호는 설원(雪園)이다. 1910년대 《신문계》(新文界), 《태서문예신보》(泰西文藝新報) 등을 통해 낭만주의와 리얼리즘,  상징주의 문학 사조와 자유시 등을 소개하였다.
1892년 2월 5일 서울 종로 다옥정(茶屋町)에서 태어났다. 1912년 한성사범학교를 졸업하고 《매일신보》, 《반도시론》(半島時論), 《신문계》 등에서 기자로 활동하였다. 《신문계》에 〈문학에 대한 신연구〉, 〈20세기 초두 구주 제대문학가를 추억함〉 등을 기고하며 19세기 후반에서 20세기 초까지의 유럽 작가들을 소개하였으며 《태서문예신보》에 시 〈뉘우침〉, 평론 〈최근 태서문단〉 등을 기고하였다. 1922년 월간지 《신천지》(新天地)의 편집자 겸 발행인으로 〈일본 위정자에게 여하노라〉라는 논설을 써 발매금지 처분을 받고 징역 6개월을 선고받았다. 1967년 5월 9일 사망하였으며 1986년 대통령 표창, 1990년 건국훈장 애족장을 추서받았다.